# Anfictionía

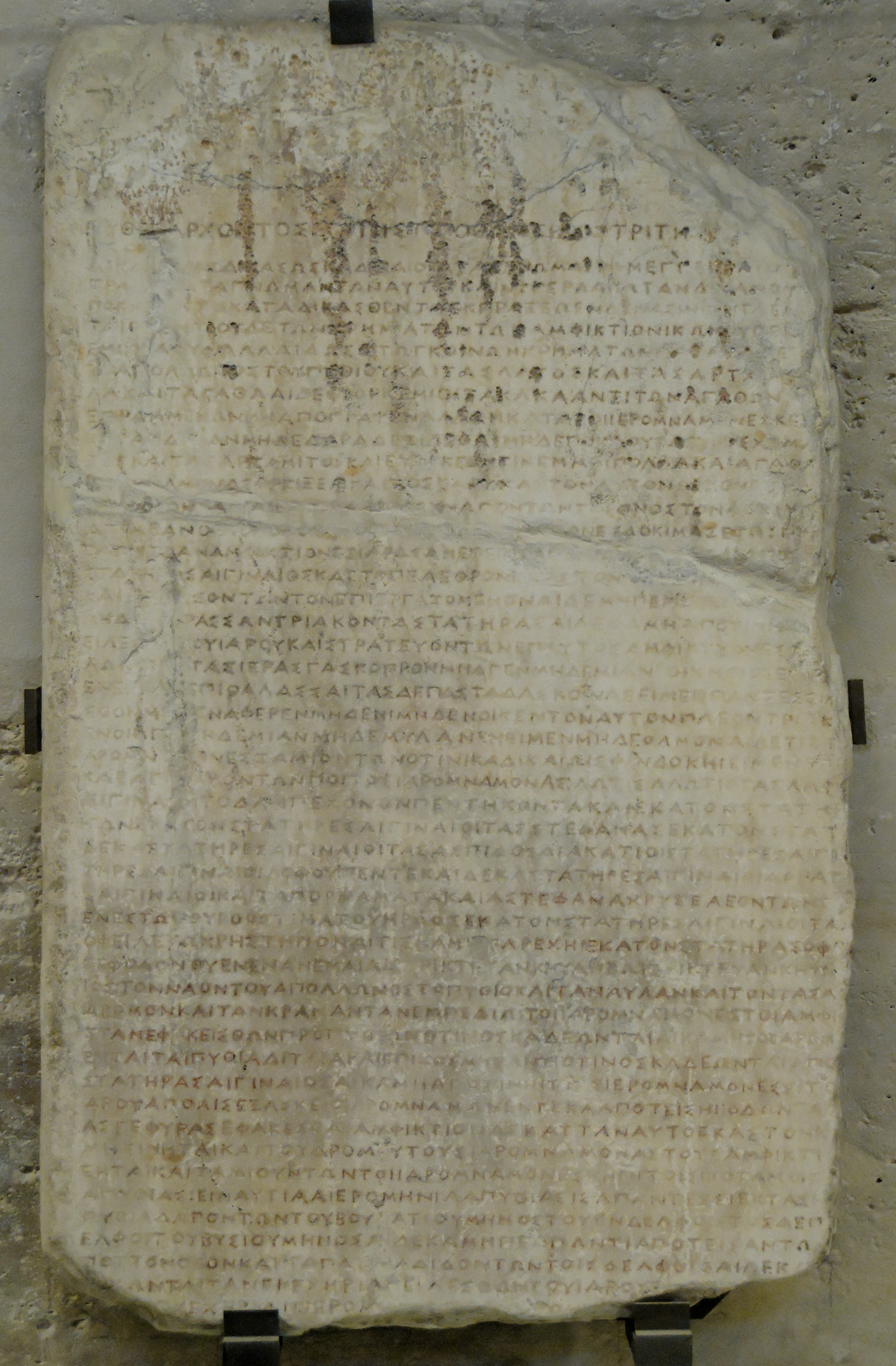
Ley anfictiónica de Delfos. Mármol pentélico,, de Egina. La parte posterior de la estela fue aserrada; las partes inferior y derecha están mutiladas; la estela se rompió en dos fragmentos ahora unidos.

La anfictionía (en griego antiguo: ἀμφικτυονία), o liga anfictiónica era una liga, originalmente religiosa, de tribus griegas.

## Anfictionía délfica
Era la más conocida y agrupaba doce tribus (no ciudades), casi todas de la Grecia central. 
Inicialmente celebraba sus reuniones en el santuario de Deméter en Antela, cerca de las Termópilas. La asamblea celebrada aquí se llamaba Pilea y cada tribu enviaba un «pilágoras». Cuando el oráculo de Delfos adquirió un renombre mayor que el de Deméter trasladaron allí la sede de esta confederación, sin abandonar por ello el otro santuario. Se reunían dos veces al año, alternando Delfos con Antela.
Cuando se fundó, tenía un carácter puramente religioso, pero poco a poco fue cambiando para terminar siendo verdaderamente político, con grandes influencias en decisiones de esta índole.

### Miembros
Inicialmente tenían representantes los tesalios, beocios, aqueos de Ftiótide, dólopes, enianes (o eteos), magnetes, dorios, jonios, locros, melieos, focidios y perrebios.
Posteriormente hubo algunos cambios. Tras la tercera guerra sagrada, el Reino de Macedonia se convirtió en miembro en lugar de los focidios, que habían provocado la guerra, y de los dorios fueron separados los lacedemonios, por haber apoyado a los focidios. Más tarde, en época de Augusto, Nicópolis se convirtió en uno de los miembros, mientras que los magnetes, melieos, aqueos de Ftiótide y enianes se unieron con los tesalios, y los votos de los dólopes, que ya no existían como pueblo, pasaron a los nicopolitas. 
En época de Pausanias había treinta hieromnémones (consejeros). Los tesalios, macedonios y nicopolitas proporcionaban seis cada uno; los beocios, focidios y delfios, dos cada uno; y los dorios, locros ozolos, locros orientales, eubeos, peloponesios y atenienses, uno cada uno.

### Funciones
Entre las funciones de la anfictionía estaban la administración del templo de Apolo de Delfos y la organización de los Juegos Píticos. Además, un juramento acordaba castigar a quien participara en la apropiación de algún objeto sagrado y prohibía que entre los miembros de la anfictionía se bloqueasen las corrientes de agua y que entrasen en guerra.
Por otra parte, para conservar la hegemonía en la administración del templo de Delfos, la Liga luchó en tres de las guerras sagradas que tuvieron lugar, y que en cierto modo fueron desencadenadas por los miembros de la anfictionía:
1. La primera (595–585 a. C.) fue contra la ciudad de Cirra, en la Fócida.
2. La tercera guerra sagrada de 356 a. C. causó un importante cambio, pues en esa ocasión los focidios saquearon el templo de Apolo de Delfos, y la anfictionía solicitó ayuda al reino de Macedonia para colaborar en la lucha. Cuando en 346 a. C. los macedonios derrotaron a los focidios, los votos de Fócida se entregaron a Macedonia, lo cual tuvo graves consecuencias después.
3. Durante la cuarta guerra (del 339 a. C. al 338 a. C.) Filipo II de Macedonia aprovechó su posición en la Liga y acabó dominando las cuestiones políticas y militares en los pueblos griegos. La anfictionía continuó existiendo pero apenas para atender asuntos puramente religiosos; tal situación persistió durante el gobierno de Alejandro Magno y sus sucesores, e inclusive durante los primeros siglos de la dominación romana de Grecia, empezada en el siglo II a. C.; poco después la anfictionía se disolvió de hecho.

## Otras anfictionías
En la Argólida se encontraba otra anfictionía que se reunía en el templo de Poseidón en Calauria.
En Asia Menor:
- la Liga Jónica se reunía en Mícala, en el santuario de Poseidón Heliconio;
- los dorios se reunían en el santuario de Apolo de Cnido;
- los eolios tenían otra anfictionía en el santuario de Apolo de Grinio.[3]